# فهرست شهرهای ایالات متحده بر پایه مساحت
در زیر فهرست شهرهای ایالات متحده بر پایه مساحت آمده است.
| رتبه | شهر                            | ایالت          | مساحت خشکی (مایل مربع) | مساحت خشکی (کیلومتر مربع) | مساحت آبی (مایل مربع) | مساحت آبی (کیلومتر مربع) | مساحت کل (مایل مربع) | مساحت کل (کیلومتر مربع) | جمعیت (۲۰۱۰) |
| ---- | ------------------------------ | -------------- | ---------------------- | ------------------------- | --------------------- | ------------------------ | -------------------- | ----------------------- | ------------ |
| ۱    | سیتکا، آلاسکا                  | Alaska         | ۲٬۸۷۰٫۳                | ۷٬۴۳۴٫۱                   | ۱٬۹۴۱٫۰               | ۵٬۰۲۷٫۳                  | ۴٬۸۱۱٫۴              | ۱۲٬۴۶۰٫۸                | ۱۰٬۳۲۳       |
| ۲    | جونو، آلاسکا                   | Alaska         | ۲٬۷۰۱٫۹                | ۶٬۹۹۸٫۰                   | ۵۵۲٫۰                 | ۱٬۴۲۹٫۶                  | ۳٬۲۵۳٫۹              | ۸٬۴۲۷٫۵                 | ۳۱٬۲۷۵       |
| ۳    | رنگل، آلاسکا                   | Alaska         | ۲٬۵۴۱٫۵                | ۶٬۵۸۲٫۴                   | ۹۲۰٫۶                 | ۲٬۳۸۴٫۳                  | ۳٬۴۶۲٫۱              | ۸٬۹۶۶٫۷                 | ۲٬۵۴۵        |
| ۴    | انکوریج                        | Alaska         | ۱٬۷۰۴٫۷                | ۴٬۴۱۵٫۱                   | ۲۵۶٫۳                 | ۶۶۳٫۹                    | ۱٬۹۶۱٫۰              | ۵٬۰۷۹٫۰                 | ۲۹۱٬۸۲۶      |
| ۵    | جکسون‌ویل                       | Florida        | ۷۴۷٫۰                  | ۱٬۹۳۴٫۷                   | ۱۳۸                   | ۳۳۰٫۶                    | ۸۸۵                  | ۲٬۲۶۵٫۳                 | ۸۲۱٬۷۸۴      |
| ۶    | انکاندا، مونتانا               | Montana        | ۷۳۶٫۵                  | ۱٬۹۰۷٫۶                   | ۴٫۷                   | ۱۲٫۱                     | ۷۴۱٫۲                | ۱٬۹۱۹٫۷                 | ۸٬۳۰۲        |
| ۷    | بوت-سیلور باو، مونتانا         | Montana        | ۷۱۶٫۲                  | ۱٬۸۵۵٫۱                   | ۰٫۶                   | ۱٫۵                      | ۷۱۶٫۸                | ۱٬۸۵۶٫۶                 | ۳۴٬۲۰۰       |
| ۸    | اکلاهما سیتی                   | Oklahoma       | ۶۰۷                    | ۱٬۵۷۲                     | ۱۴٫۴                  | ۳۶٫۷                     | ۶۲۱٫۲                | ۱٬۶۰۸٫۸                 | ۶۰۰٬۰۰۰      |
| ۹    | هیوستون                        | Texas          | ۵۹۹٫۶                  | ۱٬۵۵۳                     | ۲۷٫۹                  | ۷۲٫۳                     | ۶۲۷٫۸                | ۱٬۶۲۵٫۲                 | ۲٬۰۹۹٬۴۵۱    |
| ۱۰   | فینیکس، آریزونا                | Arizona        | ۵۱۶٫۷                  | ۱٬۳۳۸٫۳                   | ۱٫۲                   | ۳٫۲                      | ۵۱۷٫۹                | ۱٬۳۴۱٫۵                 | ۱٬۴۴۵٬۶۳۲    |
| ۱۱   | نشویل                          | Tennessee      | ۴۷۵٫۱                  | ۱٬۲۳۰٫۶                   | ۲۱٫۷                  | ۵۶٫۳                     | ۴۹۶٫۸                | ۱٬۲۸۶٫۸                 | ۶۰۱٬۲۲۲      |
| ۱۲   | لس آنجلس                       | California     | ۴۶۸٫۷                  | ۱٬۲۱۳٫۹                   | ۳۴٫۰                  | ۸۸٫۱                     | ۵۰۲٫۷                | ۱٬۳۰۲٫۰                 | ۳٬۷۹۲٬۶۲۱    |
| ۱۳   | سان آنتونیو                    | Texas          | ۴۶۰٫۹                  | ۱٬۱۹۳٫۸                   | ۵٫۸                   | ۱۵٫۰                     | ۴۶۶٫۷                | ۱٬۲۰۸٫۸                 | ۱٬۳۲۷٬۴۰۷    |
| ۱۴   | سافک، ویرجینیا                 | Virginia       | ۴۰۰٫۲                  | ۱٬۰۳۶٫۴                   | ۲۸٫۹                  | ۷۴٫۹                     | ۴۲۹٫۱                | ۱٬۱۱۱٫۳                 | ۸۴٬۵۸۵       |
| ۱۵   | باکای، آریزونا                 | Arizona        | ۳۷۵٫۳                  | ۹۷۱٫۹                     | ۰٫۱                   | ۰٫۳                      | ۳۷۵٫۴                | ۹۷۲٫۳                   | ۵۰٬۸۷۶       |
| ۱۶   | ایندیاناپولیس                  | Indiana        | ۳۶۱٫۴                  | ۹۳۶٫۱                     | ۶٫۶                   | ۱۷٫۱                     | ۳۶۸٫۰                | ۹۵۳٫۲                   | ۸۲۰٬۴۴۵      |
| ۱۷   | چساپیک، ویرجینیا               | Virginia       | ۳۴۰٫۸                  | ۸۸۲٫۷                     | ۱۰٫۱                  | ۲۶٫۱                     | ۳۵۰٫۹                | ۹۰۸٫۸                   | ۲۲۲٬۲۰۹      |
| ۱۸   | دالاس                          | Texas          | ۳۴۰٫۵                  | ۸۸۱٫۹                     | ۴۵٫۳                  | ۱۱۷٫۴                    | ۳۸۵٫۸                | ۹۹۹٫۳                   | ۱٬۱۹۷٬۸۱۶    |
| ۱۹   | فورت وورث، تگزاس               | Texas          | ۳۳۹٫۸                  | ۸۸۰٫۱                     | ۸٫۰                   | ۲۰٫۸                     | ۳۴۷٫۹                | ۹۰۱٫۰                   | ۷۴۱٬۲۰۶      |
| ۲۰   | لوییویل، کنتاکی                | Kentucky       | ۳۲۵٫۲                  | ۸۴۲٫۴                     | ۱۷٫۰                  | ۴۳٫۹                     | ۳۴۲٫۲                | ۸۸۶٫۳                   | ۵۹۷٬۳۳۷      |
| ۲۱   | سن دیگو                        | California     | ۳۲۵٫۲                  | ۸۴۲٫۲                     | ۴۷٫۲                  | ۱۲۲٫۳                    | ۳۷۲٫۴                | ۹۶۴٫۵                   | ۱٬۳۰۷٬۴۰۲    |
| ۲۲   | ممفیس، تنسی                    | Tennessee      | ۳۱۵٫۱                  | ۸۱۶٫۰                     | ۸٫۹                   | ۲۳٫۲                     | ۳۲۴٫۰                | ۸۳۹٫۲                   | ۶۴۶٬۸۸۹      |
| ۲۳   | کانزاس‌سیتی، میزوری             | Missouri       | ۳۱۳٫۵                  | ۸۱۵٫۷                     | ۴٫۱                   | ۱۰٫۶                     | ۳۱۹٫۰                | ۸۲۶٫۳                   | ۴۶۳٬۲۰۲      |
| ۲۴   | نیویورک                        | New York       | ۳۰۲٫۶                  | ۷۸۳٫۸                     | ۱۶۵٫۸                 | ۴۲۹٫۵                    | ۴۶۸٫۵                | ۱٬۲۱۳٫۴                 | ۸٬۱۷۵٬۱۳۳    |
| ۲۵   | آگوستا، جورجیا                 | Georgia        | ۳۰۲٫۵                  | ۷۸۳٫۴                     | ۴٫۲                   | ۱۰٫۹                     | ۳۰۶٫۷                | ۷۹۴٫۳                   | ۱۹۵٬۸۴۴      |
| ۲۶   | آستین، تگزاس                   | Texas          | ۲۹۷٫۹                  | ۷۷۱٫۵                     | ۷٫۲                   | ۱۸٫۶                     | ۳۰۵٫۱                | ۷۹۰٫۱                   | ۷۹۰٬۳۹۰      |
| ۲۷   | شارلوت، کارولینای شمالی        | North Carolina | ۲۹۷٫۷                  | ۷۷۱٫۰                     | ۲٫۰                   | ۵٫۱                      | ۲۹۹٫۷                | ۷۷۶٫۱                   | ۷۳۱٬۴۲۴      |
| ۲۸   | لکسینگتون، کنتاکی              | Kentucky       | ۲۸۳٫۶                  | ۷۳۴٫۶                     | ۱٫۹                   | ۴٫۹                      | ۲۸۵٫۶                | ۷۳۹٫۶                   | ۲۹۵٬۸۰۳      |
| ۲۹   | ال پاسو                        | Texas          | ۲۵۵٫۲                  | ۶۶۱٫۱                     | ۱٫۰                   | ۲٫۶                      | ۲۵۶٫۳                | ۶۶۳٫۷                   | ۶۴۹٬۱۲۱      |
| ۳۰   | ماکن، جورجیا                   | Georgia        | ۲۵۰٫۰                  | ۶۵۰٫۲                     | ۵٫۶                   | ۱۵                       | ۲۵۵٫۰                | ۶۶۰٫۰                   | ۱۵۶٬۳۸۸      |
| ۳۱   | ویرجینیابیچ                    | Virginia       | ۲۴۹٫۰                  | ۶۴۴٫۹                     | ۲۴۸٫۳                 | ۶۴۳٫۲                    | ۴۹۷٫۳                | ۱٬۲۸۸٫۱                 | ۴۳۷٬۹۹۴      |
| ۳۲   | کاستا، جورجیا                  | Georgia        | ۲۴۸٫۷                  | ۶۴۴٫۲                     | ۲٫۴                   | ۶٫۳                      | ۲۵۱٫۲                | ۶۵۰٫۵                   |              |
| ۳۳   | شیکاگو                         | Illinois       | ۲۲۷٫۱                  | ۵۸۸٫۳                     | ۶٫۹                   | ۱۷٫۸                     | ۲۳۴٫۰                | ۶۰۶٫۱                   | ۲٬۶۹۵٬۵۹۸    |
| ۳۴   | توسان                          | Arizona        | ۲۲۶٫۷                  | ۵۸۷٫۲                     | ۰٫۳                   | ۰٫۸                      | ۲۲۷٫۰                | ۵۸۸٫۰                   | ۵۲۰٬۱۱۶      |
| ۳۵   | کلمبوس، اوهایو                 | Ohio           | ۲۱۷٫۲                  | ۵۶۲٫۵                     | ۵٫۹                   | ۱۵٫۴                     | ۲۲۳٫۱                | ۵۷۷٫۸                   | ۷۸۷٬۰۳۳      |
| ۳۶   | کولومبوس، جورجیا               | Georgia        | ۲۱۶٫۴                  | ۵۶۰٫۴                     | ۴٫۶                   | ۱۲٫۰                     | ۲۲۱٫۰                | ۵۷۲٫۴                   | ۱۸۹٬۸۸۵      |
| ۳۷   | والدز، آلاسکا                  | Alaska         | ۲۱۶٫۲                  | ۵۶۰٫۰                     | ۵۹٫۶                  | ۱۵۴٫۵                    | ۲۷۵٫۹                | ۷۱۴٫۵                   |              |
| 38   | Preston                        | Georgia        | ۲۰۹٫۱                  | ۵۴۱٫۶                     | ۱٫۱                   | ۳٫۰                      | ۲۱۰٫۳                | ۵۴۴٫۶                   |              |
| ۳۹   | هانتسویل (آلاباما)             | Alabama        | ۲۰۹٫۱                  | ۵۴۱٫۴                     | ۱٫۳                   | ۳٫۵                      | ۲۱۰٫۴                | ۵۴۴٫۹                   | ۱۸۰٬۱۰۵      |
| ۴۰   | بولدر سیتی، نوادا              | Nevada         | ۲۰۸٫۵                  | ۵۴۰٫۱                     | ۰٫۰                   | ۰٫۱                      | ۲۰۸٫۶                | ۵۴۰٫۲                   | ۱۵٬۰۲۳       |
| ۴۱   | کالیفرنیا سیتی، کالیفرنیا      | California     | ۲۰۳٫۵                  | ۵۲۷٫۱                     | ۰٫۱                   | ۰٫۳                      | ۲۰۳٫۶                | ۵۲۷٫۴                   | ۱۴٬۱۲۰       |
| ۴۲   | تالسا، اکلاهما                 | Oklahoma       | ۱۹۶٫۸                  | ۵۰۹٫۶                     | ۴٫۲                   | ۱۱٫۰                     | ۲۰۱٫۰                | ۵۲۰٫۶                   | ۳۹۱٬۹۰۶      |
| ۴۳   | کلرادو اسپرینگز                | Colorado       | ۱۹۴٫۵                  | ۵۰۳٫۹                     | ۰٫۴                   | ۰٫۹                      | ۱۹۴٫۹                | ۵۰۴٫۸                   | ۴۱۶٬۴۲۷      |
| ۴۴   | گودیر، آریزونا                 | Arizona        | ۱۹۱٫۵                  | ۴۹۵٫۹                     | ۰٫۰                   | ۰٫۱                      | ۱۹۱٫۵                | ۴۹۶٫۰                   | ۶۵٬۲۷۵       |
| ۴۵   | البوکرکی                       | New Mexico     | ۱۸۷٫۷                  | ۴۸۶٫۲                     | ۱٫۸                   | ۴٫۷                      | ۱۸۹٫۵                | ۴۹۰٫۹                   | ۵۴۵٬۸۵۲      |
| ۴۶   | سکاتزدیل، آریزونا              | Arizona        | ۱۸۳٫۹                  | ۴۷۶٫۴                     | ۰٫۵                   | ۱٫۲                      | ۱۸۴٫۴                | ۴۷۷٫۶                   | ۲۱۷٬۳۸۵      |
| ۴۷   | هیبینگ، مینه‌سوتا               | Minnesota      | ۱۸۱٫۸                  | ۴۷۰٫۹                     | ۴٫۶                   | ۱۱٫۹                     | ۱۸۶٫۴                | ۴۸۲٫۸                   | ۱۶٬۳۶۱       |
| ۴۸   | نورمن، اکلاهما                 | Oklahoma       | ۱۷۸٫۸                  | ۴۶۳٫۰                     | ۱۰٫۷                  | ۲۷٫۶                     | ۱۸۹٫۴                | ۴۹۰٫۶                   | ۱۱۰٬۹۲۵      |
| ۴۹   | سن‌خوزه، کالیفرنیا              | California     | ۱۷۶٫۵                  | ۴۵۷٫۲                     | ۳٫۴                   | ۸٫۹                      | ۱۸۰٫۰                | ۴۶۶٫۱                   | ۹۴۵٬۹۴۲      |
| ۵۰   | پیوریا، آریزونا                | Arizona        | ۱۷۴٫۴                  | ۴۵۱٫۷                     | ۳٫۶                   | ۹٫۲                      | ۱۷۸٫۰                | ۴۶۰٫۹                   | ۱۵۴٬۰۶۵      |
| ۵۱   | نیواورلئان، لوئیزیانا          | Louisiana      | ۱۶۹٫۴                  | ۴۳۸٫۸                     | ۱۸۰٫۸                 | ۴۶۸٫۲                    | ۳۵۰٫۲                | ۹۰۷٫۰                   | ۳۴۳٬۸۲۹      |
| ۵۲   | کورپس کریستی                   | Texas          | ۱۶۰٫۶                  | ۴۱۶٫۰                     | ۳۲۹٫۰                 | ۸۵۲٫۱                    | ۴۸۹٫۶                | ۱٬۲۶۸٫۰                 | ۳۰۵٬۲۱۵      |
| ۵۳   | مونتگمری (آلاباما)             | Alabama        | ۱۵۹٫۶                  | ۴۱۳٫۳                     | ۲٫۴                   | ۶٫۱                      | ۱۶۱٫۹                | ۴۱۹٫۴                   | ۲۰۵٬۷۶۴      |
| ۵۴   | ویچیتا، کانزاس                 | Kansas         | ۱۵۹٫۳                  | ۴۱۲٫۶                     | ۴٫۳                   | ۱۱٫۱                     | ۱۶۳٫۶                | ۴۲۳٫۷                   | ۳۸۲٬۳۶۸      |
| ۵۵   | آرورا، کلرادو                  | Colorado       | ۱۵۴٫۷                  | ۴۰۰٫۸                     | ۰٫۷                   | ۱٫۸                      | ۱۵۵٫۴                | ۴۰۲٫۶                   | ۳۲۵٬۰۷۸      |
| ۵۶   | دنور، کلرادو                   | Colorado       | ۱۵۳٫۰                  | ۳۹۶٫۳                     | ۱٫۶                   | ۴٫۲                      | ۱۵۴٫۶                | ۴۰۰٫۵                   | ۶۰۰٬۱۵۸      |
| ۵۷   | سیرا ویستا، آریزونا            | Arizona        | ۱۵۲٫۳                  | ۳۹۴٫۴                     | ۰٫۳                   | ۰٫۷                      | ۱۵۲٫۵                | ۳۹۵٫۱                   | ۴۳٬۸۸۸       |
| ۵۸   | جرج‌تاون، منطقه کوئیتمن، جورجیا | Georgia        | ۱۵۱٫۲                  | ۳۹۱٫۷                     | ۹٫۳                   | ۲۴٫۲                     | ۱۶۰٫۶                | ۴۱۵٫۹                   |              |
| ۵۹   | برمینگم، آلاباما               | Alabama        | ۱۴۶٫۱                  | ۳۷۸٫۳                     | ۲٫۵                   | ۶٫۶                      | ۱۴۸٫۶                | ۳۸۴٫۹                   | ۲۱۲٬۲۳۷      |
| ۶۰   | فییتویل، کارولینای شمالی       | North Carolina | ۱۴۵٫۸                  | ۳۷۷٫۷                     | ۱٫۹                   | ۴٫۸                      | ۱۴۷٫۷                | ۳۸۲٫۶                   | ۲۰۰٬۶۵۴      |
| ۶۱   | کارسون‌سیتی **                  | Nevada         | 144.7                  | 374.7                     | 12.6                  | 32.6                     | 157.2                | 407.3                   | 55,274       |
| ۶۲   | رالی، کارولینای شمالی          | North Carolina | ۱۴۲٫۹                  | ۳۷۰٫۱                     | ۱٫۱                   | ۲٫۸                      | ۱۴۴٫۰                | ۳۷۳٫۰                   | ۴۰۳٬۸۹۲      |
| ۶۳   | بیکرزفیلد، کالیفرنیا           | California     | ۱۴۲٫۲                  | ۳۶۸٫۲                     | ۱٫۴                   | ۳٫۷                      | ۱۴۳٫۶                | ۳۷۱٫۹                   | ۳۴۷٬۴۸۳      |
| ۶۴   | موبیل، آلاباما                 | Alabama        | ۱۳۹٫۱                  | ۳۶۰٫۳                     | ۴۰٫۷                  | ۱۰۵٫۳                    | ۱۷۹٫۸                | ۴۶۵٫۶                   | ۱۹۵٬۱۱۱      |
| ۶۵   | دیترویت                        | Michigan       | ۱۳۸٫۸                  | ۳۵۹٫۴                     | ۴٫۱                   | ۱۰٫۷                     | ۱۴۲٫۹                | ۳۷۰٫۰                   | ۷۱۳٬۷۷۷      |
| ۶۶   | بانل، فلوریدا                  | Florida        | ۱۳۷٫۵                  | ۳۵۶٫۰                     | ۱٫۱                   | ۲٫۹                      | ۱۳۸٫۶                | ۳۵۸٫۹                   | ۲٬۶۷۶        |
| ۶۷   | میزا                           | Arizona        | ۱۳۶٫۵                  | ۳۵۳٫۴                     | ۰٫۶                   | ۱٫۶                      | ۱۳۷٫۱                | ۳۵۵٫۰                   | ۴۳۹٬۰۴۱      |
| ۶۸   | لاس وگاس                       | Nevada         | ۱۳۵٫۸                  | ۳۵۱٫۸                     | ۰٫۱                   | ۰٫۱                      | ۱۳۵٫۹                | ۳۵۱٫۹                   | ۵۸۳٬۷۵۶      |
| ۶۹   | چاتانوگا، تنسی                 | Tennessee      | ۱۳۵٫۲                  | ۳۵۰٫۲                     | ۸٫۰                   | ۲۰٫۷                     | ۱۴۳٫۲                | ۳۷۰٫۹                   | ۱۶۷٬۶۷۴      |
| ۷۰   | فیلادلفیا، پنسیلوانیا          | Pennsylvania   | ۱۳۴٫۱                  | ۳۴۷٫۳                     | ۸٫۶                   | ۲۲٫۳                     | ۱۴۲٫۷                | ۳۶۹٫۶                   | ۱٬۵۲۶٬۰۰۶    |
| ۷۱   | پورتلند، اورگن                 | Oregon         | ۱۳۳٫۴                  | ۳۴۵٫۶                     | ۱۱٫۷                  | ۳۰٫۲                     | ۱۴۵٫۱                | ۳۷۵٫۸                   | ۵۸۳٬۷۷۶      |
| ۷۲   | آتلانتا                        | Georgia        | ۱۳۳٫۲                  | ۳۴۴٫۹                     | ۰٫۹                   | ۲٫۲                      | ۱۳۴٫۰                | ۳۴۷٫۱                   | ۴۲۰٬۰۰۳      |
| ۷۳   | وینستون-سیلم                   | North Carolina | ۱۳۲٫۴                  | ۳۴۳٫۰                     | ۱٫۲                   | ۳٫۲                      | ۱۳۳٫۷                | ۳۴۶٫۳                   | ۲۲۹٬۶۱۷      |
| ۷۴   | براونزویل، تگزاس               | Texas          | ۱۳۲٫۲                  | ۳۴۲٫۷                     | ۱۴٫۰                  | ۳۶٫۱                     | ۱۴۶٫۳                | ۳۷۸٫۹                   | ۱۷۵٬۰۲۳      |
| ۷۵   | کلمبیا، کارولینای جنوبی        | South Carolina | ۱۳۲٫۲                  | ۳۴۲٫۴                     | ۲٫۷                   | ۷٫۰                      | ۱۳۴٫۹                | ۳۴۹٫۵                   | ۱۲۹٬۲۷۲      |
| ۷۶   | لینچبورگ، تنسی                 | Tennessee      | ۱۲۹٫۲                  | ۳۳۴٫۷                     | ۱٫۲                   | ۳٫۱                      | ۱۳۰٫۴                | ۳۳۷٫۸                   | ۵٬۷۴۰        |
| ۷۷   | آتن، جورجیا                    | Georgia        | ۱۱۷٫۸                  | ۳۰۵٫۰                     | ۰٫۵                   | ۱٫۲                      | ۱۱۸٫۲                | ۳۰۶٫۲                   | ۱۱۵٬۴۵۲      |
| ۷۸   | لیتل راک، آرکانزاس             | Arkansas       | ۱۱۶٫۲                  | ۳۰۱٫۰                     | ۰٫۶                   | ۱٫۶                      | ۱۱۶٫۸                | ۳۰۲٫۵                   | ۱۹۳٬۵۲۴      |
| ۷۹   | اوماها                         | Nebraska       | ۱۱۵٫۷                  | ۲۹۹٫۷                     | ۳٫۲                   | ۸٫۲                      | ۱۱۸٫۹                | ۳۰۷٫۹                   | ۴۰۸٬۹۵۸      |
| ۸۰   | لاباک، تگزاس                   | Texas          | ۱۱۴٫۸                  | ۲۹۷٫۴                     | ۰٫۱                   | ۰٫۳                      | ۱۱۴٫۹                | ۲۹۷٫۶                   | ۲۲۹٬۵۷۳      |
| ۸۱   | تمپا، فلوریدا                  | Florida        | ۱۱۲٫۱                  | ۲۹۰٫۲                     | ۵۸٫۵                  | ۱۵۱٫۶                    | ۱۷۰٫۶                | ۴۴۱٫۹                   | ۳۳۵٬۷۰۹      |
| 84   | Unalaska                       | Alaska         | ۱۱۱٫۰                  | ۲۸۷٫۵                     | ۱۰۱٫۳                 | ۲۶۲٫۴                    | ۲۱۲٫۳                | ۵۴۹٫۹                   | ۴٬۲۸۳        |
| ۸۵   | اورلندو، فلوریدا               | Florida        | ۱۰۲٫۴                  | ۲۶۵                       | ۸٫۳                   | ۲۱                       | ۱۱۰٫۷                | ۲۸۷                     | ۲۳۸٬۳۰۰      |
| ۸۶   | سالت‌لیک‌سیتی                    | Utah           | ۱۰۹٫۱                  | ۲۸۲٫۵                     | ۱٫۳                   | ۳٫۳                      | ۱۱۰٫۴                | ۲۸۵٫۹                   | ۱۸۶٬۴۴۰      |
| ۸۷   | کلمبیا، کارولینای جنوبی        | South Carolina | ۱۲۵٫۲                  | ۳۲۴٫۳                     | ۲٫۵                   | ۶٫۵                      | ۱۲۷٫۷                | ۳۳۰٫۸                   | ۱۲۹٬۲۷۲      |
| ۸۸   | یوما، آریزونا                  | Arizona        | ۱۰۶٫۷ (۲۰۱۰: ۱۲۰٫۳)    | ۲۷۶٫۲ (۲۰۱۰: ۳۱۱٫۵)       | ۰٫۱ (۲۰۱۰: ۰٫۱)       | ۰٫۲ (۲۰۱۰: ۰٫۴)          | ۱۰۶٫۷ (۲۰۱۰: ۱۲۰٫۴)  | ۲۷۶٫۴ (۲۰۱۰: ۳۱۱٫۹)     | ۷۷٬۵۱۵       |
| ۸۹   | ببیت، مینه‌سوتا                 | Minnesota      | ۱۰۵٫۷                  | ۲۷۳٫۶                     | ۱٫۱                   | ۲٫۸                      | ۱۰۶٫۷                | ۲۷۶٫۴                   | ۱٬۶۷۰        |
| ۹۰   | کیپ کورال، فلوریدا             | Florida        | ۱۰۵٫۲                  | ۲۷۲٫۴                     | ۹٫۹                   | ۲۵٫۷                     | ۱۱۵٫۱                | ۲۹۸٫۱                   | ۱۵۴٬۳۰۵      |
| ۹۱   | ابیلین، تگزاس                  | Texas          | ۱۰۵٫۱                  | ۲۷۲٫۳                     | ۵٫۵                   | ۱۴٫۲                     | ۱۱۰٫۶                | ۲۸۶٫۵                   | ۱۱۷٬۰۶۳      |
| ۹۲   | پالم دیل، کالیفرنیا            | California     | ۱۰۵٫۰                  | ۲۷۱٫۸                     | ۰٫۱                   | ۰٫۴                      | ۱۰۵٫۱                | ۲۷۲٫۲                   | ۱۵۲٬۷۵۰      |
| ۹۳   | جکسون، میسیسیپی                | Mississippi    | ۱۰۴٫۹                  | ۲۷۱٫۷                     | ۱٫۹                   | ۵٫۰                      | ۱۰۶٫۸                | ۲۷۶٫۷                   | ۱۷۳٬۵۱۴      |
| ۹۴   | گرینزبورو، کارولینای شمالی     | North Carolina | ۱۰۴٫۷                  | ۲۷۱٫۲                     | ۴٫۵                   | ۱۱٫۸                     | ۱۰۹٫۳                | ۲۸۳٫۰                   | ۲۶۹٬۶۶۶      |
| ۹۵   | فرزنو                          | California     | ۱۰۴٫۴                  | ۲۷۰٫۳                     | ۰٫۴                   | ۱٫۱                      | ۱۰۴٫۸                | ۲۷۱٫۴                   | ۴۹۴٬۶۶۵      |
| ۹۶   | شریوپورت، لوئیزیانا            | Louisiana      | ۱۰۳٫۱                  | ۲۶۷٫۱                     | ۱۴٫۶                  | ۳۷٫۹                     | ۱۱۷٫۸                | ۳۰۵٫۱                   | ۱۹۹٬۳۱۱      |
| ۹۷   | سنت. ماریس، پنسیلوانیا         | Pennsylvania   | ۹۹٫۳                   | ۲۵۷٫۲                     | ۰٫۲                   | ۰٫۴                      | ۹۹٫۵                 | ۲۵۷٫۷                   | ۱۴٬۵۰۲       |
| ۹۸   | ساکرامنتو                      | California     | ۹۷٫۲                   | ۲۵۱٫۶                     | ۲٫۱                   | ۵٫۴                      | ۹۹٫۲                 | ۲۵۷٫۰                   | ۴۶۶٬۴۸۸      |
| ۹۹   | چارلستون، کارولینای جنوبی      | South Carolina | ۹۷٫۰                   | ۲۵۱٫۲                     | ۱۷٫۱                  | ۴۴٫۳                     | ۱۱۴٫۱                | ۲۹۵٫۵                   | ۱۲۰٬۰۸۳      |
| ۱۰۰  | نایت‌میوت، آلاسکا               | Alaska         | ۹۷٫۰                   | ۲۵۱٫۲                     | ۴٫۶                   | ۱۱٫۸                     | ۱۰۱٫۵                | ۲۶۳٫۰                   | ۲۰۸          |
| ۱۰۱  | پلیموث، ماساچوست               | Massachusetts  | ۹۶٫۵                   | ۲۵۰٫۰                     | ۳۷٫۵                  | ۹۷٫۰                     | ۱۳۴٫۰                | ۳۴۷٫۰                   | ۵۱٬۷۰۱       |
| ۱۰۲  | میلواکی، ویسکانسین             | Wisconsin      | ۹۶٫۱                   | ۲۴۸٫۸                     | ۰٫۹                   | ۲٫۲                      | ۹۶٫۹                 | ۲۵۱٫۰                   | ۵۹۴٬۸۳۳      |
| ۱۰۳  | آرلینگتون، تگزاس               | Texas          | ۹۵٫۸                   | ۲۴۸٫۲                     | ۳٫۲                   | ۸٫۳                      | ۹۹٫۰                 | ۲۵۶٫۵                   | ۳۶۵٬۴۳۸      |
| ۱۰۴  | تالاهاسی                       | Florida        | ۹۵٫۷                   | ۲۴۷٫۹                     | ۲٫۵                   | ۶٫۶                      | ۹۸٫۳                 | ۲۵۴٫۵                   | ۱۸۱٬۳۷۶      |
| ۱۰۵  | کلارک‌اسویل (تنسی)              | Tennessee      | ۹۴٫۹                   | ۲۴۵٫۷                     | ۰٫۷                   | ۱٫۸                      | ۹۵٫۵                 | ۲۴۷٫۵                   | ۱۳۲٬۹۲۹      |
| ۱۰۶  | دورهام، کارولینای شمالی        | North Carolina | ۹۴٫۶                   | ۲۴۵٫۱                     | ۰٫۳                   | ۰٫۷                      | ۹۴٫۹                 | ۲۴۵٫۸                   | ۲۲۸٬۳۳۰      |
| ۱۰۷  | پالم اسپرینگز، کالیفرنیا       | California     | ۹۴٫۲                   | ۲۴۴٫۱                     | ۰٫۸                   | ۲٫۲                      | ۹۵٫۱                 | ۲۴۶٫۳                   | ۴۲٬۸۰۷       |
| ۱۰۸  | لنکستر، کالیفرنیا              | California     | ۹۴٫۰                   | ۲۴۳٫۵                     | ۰٫۲                   | ۰٫۵                      | ۹۴٫۲                 | ۲۴۳٫۹                   | ۱۵۶٬۶۳۳      |
| ۱۰۹  | ناکسویل                        | Tennessee      | ۹۲٫۷                   | ۲۴۰٫۰                     | ۵٫۴                   | ۱۴٫۱                     | ۹۸٫۱                 | ۲۵۴٫۰                   | ۱۷۸٬۸۷۴      |
| ۱۱۰  | آماریلو، تگزاس                 | Texas          | ۸۹٫۹                   | ۲۳۲٫۷                     | ۰٫۴                   | ۱٫۲                      | ۹۰٫۳                 | ۲۳۳٫۹                   | ۱۹۰٬۶۹۵      |
| ۱۱۱  | دوثن، آلاباما                  | Alabama        | ۸۶٫۶                   | ۲۲۴٫۳                     | ۰٫۲                   | ۰٫۵                      | ۸۶٫۸                 | ۲۲۴٫۹                   | ۵۷٬۷۳۷       |
| ۱۱۲  | اوک ریج، تنسی                  | Tennessee      | ۸۵٫۵                   | ۲۲۱٫۶                     | ۴٫۴                   | ۱۱٫۳                     | ۸۹٫۹                 | ۲۳۲٫۹                   | ۲۷٬۳۸۷       |
| ۱۱۳  | ادمند، اکلاهما                 | Oklahoma       | ۸۵٫۱                   | ۲۲۰٫۵                     | ۲٫۸                   | ۷٫۳                      | ۸۷٫۹                 | ۲۲۷٫۸                   | ۶۸٬۳۱۵       |
| ۱۱۴  | بومانت، تگزاس                  | Texas          | ۸۵٫۰                   | ۲۲۰٫۲                     | ۰٫۹                   | ۲٫۴                      | ۸۵٫۹                 | ۲۲۲٫۶                   | ۱۱۸٬۲۹۶      |
| ۱۱۵  | ویکو، تگزاس                    | Texas          | ۸۴٫۲                   | ۲۱۸٫۱                     | ۱۱٫۳                  | ۲۹٫۳                     | ۹۵٫۵                 | ۲۴۷٫۴                   | ۱۲۴٬۸۰۵      |
| ۱۱۶  | سیاتل                          | Washington     | ۸۳٫۹                   | ۲۱۷٫۲                     | ۵۸٫۷                  | ۱۵۲٫۰                    | ۱۴۲٫۵                | ۳۶۹٫۲                   | ۶۰۸٬۶۶۰      |
| ۱۱۷  | پورت آرتر، تگزاس               | Texas          | ۸۲٫۹                   | ۲۱۴٫۸                     | ۶۰٫۸                  | ۱۵۷٫۶                    | ۱۴۳٫۸                | ۳۷۲٫۳                   | ۵۷٬۷۵۵       |
| ۱۱۸  | بالتیمور **                    | Maryland       | 80.8                   | 209.3                     | 11.3                  | 29.2                     | 92.1                 | 238.5                   | 620,961      |
| ۱۱۹  | تولیدو، اوهایو                 | Ohio           | ۸۰٫۶                   | ۲۰۸٫۸                     | ۳٫۵                   | ۸٫۹                      | ۸۴٫۱                 | ۲۱۷٫۸                   | ۲۸۷٬۲۰۸      |
| ۱۲۰  | کانزاس‌سیتی، کانزاس             | Kansas         | ۱۲۴٫۳                  | ۳۲۱٫۸                     | ۳٫۶                   | ۹٫۲                      | ۱۲۷٫۸                | ۳۳۱٫۰                   | ۱۴۵٬۷۸۶      |
| ۱۲۱  | ال رنو، اکلاهما                | Oklahoma       | ۸۰٫۰                   | ۲۰۷٫۱                     | ۰٫۴                   | ۱٫۲                      | ۸۰٫۴                 | ۲۰۸٫۳                   | ۱۶٬۲۱۲       |
| ۱۲۲  | هندرسون، نوادا                 | Nevada         | ۷۹٫۷                   | ۲۰۶٫۴                     | ۰٫۰                   | ۰٫۰                      | ۷۹٫۷                 | ۲۰۶٫۴                   | ۲۵۷٬۷۲۹      |
| ۱۲۳  | جونزبرو (آرکانزاس)             | Arkansas       | ۷۹٫۶                   | ۲۰۶٫۳                     | ۰٫۴                   | ۰٫۹                      | ۸۰٫۰                 | ۲۰۷٫۲                   | ۵۵٬۵۱۵       |
| ۱۲۴  | الزورث، مین                    | Maine          | ۷۹٫۳                   | ۲۰۵٫۳                     | ۱۴٫۶                  | ۳۷٫۷                     | ۹۳٫۸                 | ۲۴۳٫۰                   | ۷٬۷۴۱        |
| ۱۲۵  | کربو، مین                      | Maine          | ۷۹٫۳                   | ۲۰۵٫۴                     | ۰٫۹                   | ۲٫۳                      | ۸۰٫۲                 | ۲۰۷٫۷                   | ۸٬۳۱۲        |
| ۱۲۶  | لاریدو، تگزاس                  | Texas          | ۹۰٫۰۱                  | ۲۰۳٫۲                     | ۱٫۱                   | ۲٫۸                      | ۷۹٫۶                 | ۲۰۶٫۰                   | ۲۳۶٬۰۹۱      |
| ۱۲۷  | فورت‌وین، ایندیانا              | Indiana        | ۷۹٫۰                   | ۲۰۴٫۵                     | ۰٫۲                   | ۰٫۴                      | ۷۹٫۱                 | ۲۰۴٫۹                   | ۲۵۳٬۶۹۱      |
| ۱۲۸  | لاس وگاس شمالی (نوادا)         | Nevada         | ۷۸٫۵                   | ۲۰۳٫۳                     | ۰٫۰                   | ۰٫۰                      | ۷۸٫۵                 | ۲۰۳٫۳                   | ۲۱۶٬۹۶۱      |
| ۱۲۹  | ایندپندنس، میزوری              | Missouri       | ۷۸٫۳                   | ۲۰۲٫۹                     | ۰٫۱                   | ۰٫۳                      | ۷۸٫۵                 | ۲۰۳٫۲                   | ۱۱۶٬۸۳۰      |
| ۱۳۰  | ریورساید                       | California     | ۷۸٫۱                   | ۲۰۲٫۳                     | ۰٫۳                   | ۰٫۷                      | ۷۸٫۴                 | ۲۰۳٫۰                   | ۳۰۳٬۸۷۱      |
| ۱۳۱  | سینسینتی، اوهایو               | Ohio           | ۷۸٫۰                   | ۲۰۱٫۹                     | ۱٫۶                   | ۴٫۱                      | ۷۹٫۶                 | ۲۰۶٫۱                   | ۲۹۶٬۹۴۳      |
| ۱۳۲  | لاس کروسس، نیومکزیکو           | New Mexico     | ۷۷٫۹                   | ۲۰۱٫۴                     | ۱٫۲                   | ۴٫۷                      | ۸۱٫۶                 | ۲۰۰٫۹                   | ۹۹٬۷۸۸       |
| ۱۳۳  | کلیولند                        | Ohio           | ۷۷٫۶                   | ۲۰۰٫۹                     | ۴٫۸                   | ۱۲٫۵                     | ۸۲٫۴                 | ۲۱۳٫۵                   | ۳۹۶٬۸۱۵      |
| ۱۳۴  | باتون‌روژ، لوئیزیانا            | Louisiana      | ۷۶٫۸                   | ۱۹۹٫۰                     | ۲٫۲                   | ۵٫۷                      | ۷۹٫۱                 | ۲۰۴٫۸                   | ۲۲۹٬۴۹۳      |
| ۱۳۵  | فریمانت، کالیفرنیا             | California     | ۷۶٫۷                   | ۱۹۸٫۶                     | ۱۰٫۴                  | ۲۷٫۰                     | ۸۷٫۱                 | ۲۲۵٫۶                   | ۲۱۴٬۰۸۹      |
| ۱۳۶  | پرسک آیل، مین                  | Maine          | ۷۵٫۷                   | ۱۹۶٫۲                     | ۱٫۸                   | ۴٫۷                      | ۷۷٫۵                 | ۲۰۰٫۴                   | ۹٬۵۱۱        |
| ۱۳۷  | دی موین، آیووا                 | Iowa           | ۷۵٫۸                   | ۱۹۶٫۳                     | ۱٫۵                   | ۳٫۸                      | ۷۷٫۲                 | ۲۰۰٫۱                   | ۲۰۳٬۴۳۳      |
| ۱۳۸  | پورت سنت لوسی، فلوریدا         | Florida        | ۷۵٫۵                   | ۱۹۵٫۷                     | ۱٫۱                   | ۳٫۰                      | ۷۶٫۷                 | ۱۹۸٫۶                   | ۱۶۴٬۶۰۳      |
| ۱۳۹  | لتن، اکلاهما                   | Oklahoma       | ۷۵٫۱                   | ۱۹۴٫۶                     | ۰٫۰                   | ۰٫۰                      | ۷۵٫۱                 | ۱۹۴٫۶                   | ۹۲٬۷۵۷       |
| ۱۴۰  | رم، نیویورک                    | New York       | ۷۴٫۹                   | ۱۹۴٫۱                     | ۰٫۷                   | ۱٫۹                      | ۷۵٫۷                 | ۱۹۶٫۰                   | ۳۴٬۹۵۰       |
| ۱۴۱  | نورث پورت، فلوریدا             | Florida        | ۷۴٫۸                   | ۱۹۳٫۷                     | ۰٫۸                   | ۲٫۰                      | ۷۵٫۵                 | ۱۹۵٫۶                   | ۵۷٬۳۵۷       |
| ۱۴۲  | ساوانا، جورجیا                 | Georgia        | ۷۴٫۷                   | ۱۹۳٫۶                     | ۳٫۴                   | ۸٫۷                      | ۷۸٫۱                 | ۲۰۲٫۳                   | ۱۳۶٬۲۸۶      |
| ۱۴۳  | لینکلن، نبراسکا                | Nebraska       | ۷۴٫۶                   | ۱۹۳٫۳                     | ۰٫۷                   | ۱٫۹                      | ۷۵٫۴                 | ۱۹۵٫۲                   | ۲۵۸٬۳۷۹      |
| ۱۴۴  | اینید، اکلاهما                 | Oklahoma       | ۷۴٫۰                   | ۱۹۱٫۶                     | ۰٫۱                   | ۰٫۲                      | ۷۴٫۱                 | ۱۹۱٫۸                   | ۴۷٬۰۴۵       |
| ۱۴۵  | ریو رنچو، نیومکزیکو            | New Mexico     | ۷۳٫۴                   | ۱۹۰٫۲                     | ۰٫۱                   | ۰٫۲                      | ۷۳٫۵                 | ۱۹۰٫۴                   | ۵۱٬۷۶۵       |
| ۱۴۶  | اپل ولی، کالیفرنیا             | California     | ۷۳٫۳                   | ۱۸۹٫۹                     | ۰٫۳                   | ۰٫۸                      | ۷۳٫۶                 | ۱۹۰٫۷                   | ۵۴٬۲۳۹       |
| ۱۴۷  | اسپرینگفیلد، میزوری            | Missouri       | ۷۳٫۲                   | ۱۸۹٫۵                     | ۰٫۶                   | ۱٫۷                      | ۷۳٫۸                 | ۱۹۱٫۱                   | ۱۵۹٬۴۹۸      |
| ۱۴۸  | ویکتور ویل، کالیفرنیا          | California     | ۷۲٫۸                   | ۱۸۸٫۵                     | ۰٫۵                   | ۱٫۴                      | ۷۳٫۳                 | ۱۸۹٫۹                   | ۶۴٬۰۲۹       |
| ۱۴۹  | مارانا، آریزونا                | Arizona        | ۷۲٫۷ (۲۰۱۰: ۱۲۱٫۵)     | ۱۸۸٫۲ (۲۰۱۰:۳۱۴٫۶)        | ۰٫۹ (۲۰۱۰: ۰٫۷)       | ۲٫۳ (۲۰۱۰: ۱٫۹)          | ۷۳٫۶ (۲۰۱۰: ۱۲۲٫۲)   | ۱۹۰٫۵ (۲۰۱۰: ۳۱۶٫۵)     | ۱۳٬۵۵۶       |
| ۱۵۰  | الوی، آریزونا                  | Arizona        | ۷۱٫۷ (۲۰۱۰: ۱۱۱٫۵)     | ۱۸۵٫۶ (۲۰۱۰: ۲۸۸٫۸)       | ۰٫۰ (۲۰۱۰: ۰٫۱)       | ۰٫۰ (۲۰۱۰: ۰٫۲)          | ۷۱٫۷ (۲۰۱۰: ۱۱۱٫۶)   | ۱۸۵٫۶ (۲۰۱۰: ۲۸۹٫۰)     | ۱۰٬۳۷۵       |
| ۱۵۱  | پلینو                          | Texas          | ۷۱٫۶                   | ۱۸۵٫۴                     | ۰٫۱                   | ۰٫۲                      | ۷۱٫۶                 | ۱۸۵٫۵                   | ۲۵۹٬۸۴۱      |
| ۱۵۲  | گرند پریری، تگزاس              | Texas          | ۷۱٫۴                   | ۱۸۴٫۹                     | ۱۰٫۱                  | ۲۶٫۳                     | ۸۱٫۵                 | ۲۱۱٫۲                   | ۱۷۵٬۳۹۶      |
| ۱۵۳  | ویچیتا فالز، تگزاس             | Texas          | ۷۰٫۷                   | ۱۸۳٫۱                     | ۰٫۰                   | ۰٫۱                      | ۷۰٫۷                 | ۱۸۳٫۱                   | ۱۰۴٬۵۵۳      |

## نگارخانه
- 2 - جونو، آلاسکا
- 3 - رنگل، آلاسکا
- 4 - انکوریج
- 5 - جکسون‌ویل
- 6 - انکاندا، مونتانا
- 7 - بوت-سیلور باو، مونتانا
- 8 - اکلاهما سیتی
- 9 - هیوستون
- 10 - فینیکس، آریزونا
- 11 - نشویل
- 12 - لس آنجلس
- 13 - سان آنتونیو
- 14 - سافک، ویرجینیا
- 15 - باکای، آریزونا
- 16 - ایندیاناپولیس
- 17 - چساپیک، ویرجینیا
- 18 - دالاس
- 19 - فورت وورث، تگزاس
- 20 - لوییویل، کنتاکی
- 21 - سن دیگو
- 22 - ممفیس، تنسی
- 23 - کانزاس‌سیتی، میزوری
- 24 - نیویورک
- 25 - آگوستا، جورجیا